# Тайски език
Тайският език (ภาษาไทย) е таи-кадайски език, говорен от около 22 500 000 души в Тайланд.

## Писменост
Тайският език използва своя уникална писменост, силно повлияна или произлизаща от кхмерската писменост и съответно от древноиндийското брахми. Писмеността е от тип абугида, като буквите обозначават съгласните звукове, а гласните се отбелязват посредством диакритики над, под или отстрани на буквите.